# Улі Штіліке
Улі Штіліке (нім. Uli Stielike, нар. 15 листопада 1954, Кеч) — німецький футболіст, що грав на позиції захисника. Після завершення ігрової кар'єри — футбольний тренер. З 2017 року очолює тренерський штаб китайського «Тяньцзінь Теда».
Виступав, зокрема, за клуби «Боруссія» (Менхенгладбах) та «Реал Мадрид», а також національну збірну Німеччини.
Триразовий чемпіон Німеччини. Володар Кубка Німеччини. Триразовий чемпіон Іспанії. Дворазовий володар Кубка Іспанії з футболу. Дворазовий чемпіон Швейцарії. Дворазовий володар Кубка УЄФА. У складі збірної — чемпіон Європи.

## Клубна кар'єра
Народився 15 листопада 1954 року в місті Кеч. Вихованець футбольної школи клубу SpVgg Ketsch.
У дорослому футболі дебютував 1972 року виступами за команду клубу «Боруссія» (Менхенгладбах), в якій провів п'ять сезонів, взявши участь у 109 матчах чемпіонату. Більшість часу, проведеного у складі «Боруссії», був основним гравцем захисту команди. Протягом цих років тричі вигравав у складі команди першість ФРН, а також одного разу, у 1975, Кубок УЄФА.
Своєю грою за цю команду привернув увагу представників тренерського штабу клубу «Реал Мадрид», до складу якого приєднався 1977 року. Відіграв за королівський клуб наступні вісім сезонів своєї ігрової кар'єри. Граючи у складі мадридського «Реала» також здебільшого виходив на поле в основному складі команди. З 1979 року чотири роки поспіль визнавався найкращим легіонером іспанського чемпіонату. У складі «Реала» тричі виборював титул чемпіона Іспанії, ставав володарем Кубка Іспанії з футболу (двічі), а також володарем Кубка УЄФА.
Завершив професійну ігрову кар'єру в швейцарському «Ксамаксі», за команду якого виступав протягом 1985—1988 років.

## Виступи за збірну

Штіліке у грі за збірну 1980 року.

У 1975 році дебютував в офіційних матчах у складі національної збірної Німеччини. Протягом кар'єри у національній команді, яка тривала 10 років, провів у формі головної команди країни 42 матчі, забивши 3 голи.
У складі збірної був учасником чемпіонату Європи 1976 року в Югославії, де разом з командою здобув «срібло», чемпіонату Європи 1980 року в Італії, здобувши того року титул континентального чемпіона, чемпіонату світу 1982 року в Іспанії, де німці стали віце-чемпіонами, а також чемпіонату Європи 1984 року у Франції.

## Кар'єра тренера
Розпочав тренерську кар'єру невдовзі по завершенні кар'єри гравця, 1989 року, очоливши тренерський штаб збірної Швейцарії. Згодом, протягом 1992—1994, працював з місцевим «Ксамаксом», після чого до 1996 року очолював друголіговий німецький «Вальдгоф».
1998 року був призначений головним тренером молодіжну збірну Німеччини, з якою також працював протягом 2000—2004 років. До того, у 1998—2000, був помічником головного тренера у тренерському штабі головної збірної Німеччини.
2006 року прийняв пропозицію очолити збірну Кот-д'Івуару, з якою працював до завершення контракту в 2008. Надалі очолював команди швейцарського «Сьйон», катарських «Аль-Арабі» (Доха) та «Аль-Сайлія».
2014 року очолив тренерський штаб збірної Південної Кореї, з якою брав участь у розіграші кубка Азії з футболу 2015 року в Австралії, де корейці лише у фіналі поступилися господарям турніру і здобули «срібло».
Під його керівництвом корейська збірна розпочала відбір на чемпіонат світу 2018 року, де у першому груповому раунді виграла всі вісім своїх ігор, не пропустивши жодного м'яча при 27 забитих. Однак у другому груповому раунді результати команди погіршилися, зокрема вона зазнала поразок в іграх з Іраном і Китаєм, які, утім, відбулися на тлі загалом задовільної турнірної ситуації. Але після того, як Південна Корея зазнала поразки 2:3 у грі з аутсайдером своєї групи, збірною Катару (перша поразка в очних зустрічах за попередні 32 роки), Штіліке було 15 червня 2017 року звільнено з посади.
11 вересня того ж року він був призначений головним тренером китайського клубу «Тяньцзінь Теда».

## Титули і досягнення
Гравець
- Чемпіон Німеччини (3):

«Боруссія» (Менхенгладбах): 1974–75, 1975–76, 1976–77
- Володар Кубка Німеччини (1):

«Боруссія» (Менхенгладбах): 1972–73
- Володар Суперкубка Німеччини (1):

«Боруссія» (Менхенгладбах): 1976
- Чемпіон Іспанії (3):

«Реал Мадрид»: 1977–78, 1978–79, 1979–80
- Володар Кубка Іспанії (2):

«Реал Мадрид»: 1979–80, 1981–82
- Володар Кубка іспанської ліги (1):

«Реал Мадрид»:  1985
- Чемпіон Швейцарії (2):

«Ксамакс»: 1986–87, 1987–88
- Володар Кубка УЄФА (2):

«Боруссія» (Менхенгладбах): 1974–75
«Реал Мадрид»: 1984–85
- Чемпіон Європи (1):

1980
- Віце-чемпіон світу: 1982

Тренер
- Срібний призер Кубка Азії: 2015
- Переможець Кубка Східної Азії: 2015